# 塩カルビ
『塩カルビ』（しお -）は、2002年にテレビ神奈川、KBS京都テレビ、NAVIの共同製作で放送されたテレビドラマ（シットコム）。全13話。

## 概要
各回1話完結の独立した話だが、どの回でも同時進行で展開されている別のテーブルでのドラマシーンが数回挿入される。最終話が総集編的内容の連作短編形式。

## ストーリー
ある男（西村雅彦）が常連の焼肉店。その焼肉店のテーブルの先々では、同時に様々な人間模様が繰り広げられていた。

## キャスト
レギュラー出演
- 常連客 - 西村雅彦
- 山田（店長） - 山田幸伸
- 有賀桜子（店員） - 豊岡真澄
- 吉良隆二（店員） - 武田航平

第1話「恋のタイムカプセル」
- 土井 - ふかわりょう
- 堀内 - ホームチーム・檜山
- 木村 - 内山一寿
- 棚橋ケイコ - 内藤陽子

第2話「極道の反省会」
- 猿嶋 - 中川家 礼二
- アキラ - ケンドーコバヤシ
- ケンジ - 中川家 剛
- 姐さん - 青田典子
- 組長 - 130R ほんこん

第3話「過去の栄光」
- 板倉（運転手） - 千原浩史
- マナブ（見習） - 市場裕次朗
- サワコ - 奈須綾香
- ハナエ - くまきりあさ美
- 山岸 - ジョーダンズ・三又

第4話「就職試験ですよ」
- 知夏 - 遊井亮子
- 池田 - 木村祐一
- 中山 - 田村泰
- 佐伯 - キングコング・西野
- 謎の男 - キングコング・梶原

第5話「お嬢様の大好物」
- 白川雪乃 - 吉野紗香
- 巨乳 - 伊藤絵理香
- モデル - 小池祥絵
- ペッピン - 安田美沙子
- 神崎（執事）- せんだみつお

第6話「サヨナラコウタ」
- コウタ - 石川義仁（子役）
- 母親 - 清水ミチコ
- 宮崎夫妻（老夫妻） - 新井量大、市川千恵子
- タカ子（ホステス） - 稲田千花

第7話「店長の過去」
- 大河原 - 高杢禎彦
- 小原 - 加瀬竜彦
- シホ - 来栖あつこ

第8話「タメぐち病」
- 白井健太郎 - 小橋賢児
- 美紀子 - 佐藤江梨子
- 白井巌（父） - ガッツ石松
- 柔子（母） - 柚木祐美

第9話「もっさりモケチョ君 エピソード2」
- 南田（編集長）45歳 -  梅田凡乃
- 北沢（編集部員）30歳 -  ラーメンズ・片桐
- 中丸カオル27歳 - 川村ひかる

第10話「15年目の約束」
- タクシー運転手 - 神田利則
- 女（客） - 浅野麻衣子
- 10年前の彼 - 竹森勝正
- 彼の新彼女 - 安達涼子

第11話「お約束社長とその仲間たち」
- 社長 - 木之元亮
- 副社長 - 青柳文太郎
- 専務 - ジョーダンズ・山崎
- 常務 - 〆さばアタル
- 秘書 - 川端良香

第12話「被害者同盟」
- 木崎（白衣の男） - 布川敏和
- 井村（パイロット服の男） - 桑野信義
- 手塚（皮ジャン） - 北嶋哲也
- バスガイド　山口瑶子 - 有坂来瞳
- 井村恵子 - 坂井三恵
- 手塚朋美 - 村岡英美
- 木崎裕子 - 青山知可子

第13話「西村という男」
- 店長・山田 - 山田幸伸
- 吉良隆二（店員）18歳 - 武田航平
- 有賀桜子（店員）19歳 - 豊岡真澄
- 謎の客 - 西村雅彦

## サブタイトル
| 各話   | 放送日（tvk） | サブタイトル                  | 脚本     | 演出     |
| ------ | ------------- | ----------------------------- | -------- | -------- |
| 第1話  | 10月3日       | 恋のカプセル                  | 相澤昇   | 木山露珠 |
| 第2話  | 10月10日      | 極道の反省会                  | 相澤昇   | 木山露珠 |
| 第3話  | 10月17日      | 過去の栄光                    | くらなり | 斎藤崇   |
| 第4話  | 10月24日      | 就職試験ですよ                | 蒲田幸成 | 木山露珠 |
| 第5話  | 10月31日      | お嬢様の大好物                | 米川栄一 | 斎藤崇   |
| 第6話  | 11月7日       | サヨナラコウタ                | 米川栄一 | 斎藤崇   |
| 第7話  | 11月14日      | 店長の過去                    | 蒲田幸成 | 宮下賢治 |
| 第8話  | 11月21日      | タメぐち病                    | 蒲田幸成 | 木山露珠 |
| 第9話  | 11月28日      | もっさりモケチョ君エピソード2 | 相澤昇   | 斎藤崇   |
| 第10話 | 12月5日       | 15年目の約束                  | 川上哲平 | 田村育   |
| 第11話 | 12月12日      | お約束社長とその仲間たち      | 川上哲平 | 斎藤崇   |
| 第12話 | 12月19日      | 被害者同盟                    | 米川栄一 | 田村育   |
| 第13話 | 12月26日      | 西村という男                  | くらなり | 木山露珠 |

## 主題歌
オープニングテーマ曲
- 三人「虹をかける男」

エンディングテーマ曲
- 三人「満塁時代のロックンロール」

## スタッフ
- 企画・プロデュース：菊地浩司
- 原案・監修：笠博勝、神田はるを
- 脚本：相澤昇、蒲田幸成、くらなり、米川栄一、川上哲平
- 制作・プロデュース：志岐誠
- AP：中嶋香り
- スペシャルサンクス：井口淳（Dori's）、杉村俊雄（Orega）
- 演出：木山露珠、斎藤崇、田村育、宮下賢治
- 技術協力：八峯テレビ、FLT
- 美術協力：フジアール
- 制作協力：NAVI
- プロデューサー：関佳史（tvk）、押谷昭宏（KBS京都）
- 制作：tvk、KBS京都、NAVI

## ネット局
| 放送対象地域   | 放送局         | 放送日時           | 放送期間                 | 備考           |
| -------------- | -------------- | ------------------ | ------------------------ | -------------- |
| 神奈川県       | tvk            | 木曜 23:00 - 23:30 | 2002年10月3日 - 12月26日 | 制作局（幹事） |
| 京都府         | KBS京都テレビ  | 木曜 23:30 - 24:00 | 2002年10月3日 -          | 制作局         |
| 福島県         | 福島中央テレビ | 木曜 24:50 - 25:20 | 2002年10月10日 -         |                |
| 長野県         | 長野朝日       | 月曜 25:16 - 25:46 | 2002年10月7日 -          |                |
| 香川・岡山両県 | 西日本放送     | 火曜 25:20 - 25:55 | 2002年10月15日 -         |                |
| 兵庫県         | サンテレビ     | 土曜 22:00 - 22:30 | 2003年1月4日 -           |                |
| 富山県         | 北日本放送     | 火曜 25:25 - 25:55 | 2003年1月7日 -           |                |
| 北海道         | テレビ北海道   | 月曜 25:25 - 25:55 | 2003年1月13日 -          |                |
| 宮城県         | 仙台放送       | 金曜 23:30 - 24:00 | 2003年1月17日 -          |                |
| 長崎県         | 長崎文化放送   | 日曜 24:46 - 25:16 | 2003年1月22日 -          |                |

- tvk（再放送）毎週日曜 22:00 - 22:30（2003年1月12日 - ）

## DVD
- 塩カルビ VOL.1〜3（2004年08月25日、イーネット・フロンティア） - 1・2（各4話）、3（5話）収録